# غابرييل روبليدو
غابرييل روبليدو (بالإسبانية: Gabriel Robledo)‏ هو لاعب كرة قدم أرجنتيني في مركز الوسط، ولد في 1993 في بوينس آيرس في الأرجنتين. لعب مع ديبورتيفو إسبانول وهوراكان.

## وصلات خارجية
- غابرييل روبليدو على موقع قاعدة بيانات كرة القدم.إي يو (الإنجليزية)
- غابرييل روبليدو على موقع Soccerway.com (الإنجليزية)
- غابرييل روبليدو على موقع AS.com (الإسبانية)